# Santo Trafficante Jr.
Santo Trafficante Jr. (n. 15 noiembrie 1914, Tampa, Florida, SUA – d. 17 martie 1987, Houston, Texas, SUA) a fost unul dintre cei mai puternici boși ai mafiei din Statele Unite. Acesta a condus familia Trafficante și a controlat operațiunile de crimă organizată din Florida și Cuba consolidate în trecut de rivalii tatălui său Santo Trafficante Sr⁠(d).
Trafficante a menținut legături cu familia Bonanno din New York, dar a fost mai apropiat de Sam Giancana din Chicago. Deși era recunoscut drept cel mai puternic personaj implicat în criminalitatea organizată din Florida pe parcursul secolului XX, Trafficante nu deținea integral controlul unor orașe precum Miami, Miami Beach, Ft. Lauderdale sau Palm Beach⁠(d). Coasta de est a Floridei reprezenta un conglomerat de afaceri în care erau implicate familiile mafiote din New York City și alți gangsteri precum Meyer Lansky, Bugsy Siegel, Angelo Bruno, Carlos Marcello și Frank Ragano⁠(d).
Trafficante a recunoscut că a fost implicat în operațiuni anti-Castro în cadrul Select Committee on Assassinations⁠(d) al Camerei Reprezentanților în 1978 și a negat vehement că știa de existența unui plan de asasinare a președintelui John F. Kennedy. Anchetatorii federali l-au acuzat de racketeering și conspirație⁠(d) în vara anului 1986.

## Biografie
Trafficante s-a născut în Tampa, Florida, fiul cuplului Santo Trafficante Sr. și Maria Giuseppa Cacciatore, imigranți sicilieni, în 1914. Acesta a abandonat liceul înainte să absolve clasa a X-a. Trafficante deținea mai multe locuințe în New York și Florida. Documentele Departamentului Trezoreriei din Statele Unite precizează că Trafficante era implicate în afaceri legale: câteva cazinouri în Cuba, un cine-parc⁠(d) în Havana și deținea acțiuni la câteva restaurante și baruri din orașul său natal Tampa. Se zvonea că ar fi membru al unui sindicat al mafiei care deținea numeroase hoteluri și cazinouri cubaneze. Fiind unul dintre cei mai puternici gangsteri din Statele Unite, Trafficante a fost invitat la Conferința din Havana⁠(d) din decembrie 1946.
Trafficante a fost deseori arestat pe parcursul anilor 1950 în baza unor acuzații de mită și de organizare de loterii ilegale⁠(d) în cartierul Ybor City⁠(d) din Tampa. Nu a fost condamnat, dar a primit la un moment dat o sentință de cinci ani pentru mită în 1954. Condamnarea a fost însă anulată de Curtea Supremă din Florida⁠(d) înainte să intre în penitenciar.